# قلعه حاج وکیل
قلعه حاج وکیل مربوط به اواخر دوره قاجار است که در شهر اراک و در تاریخ ۲۶ آبان ۱۳۷۵ با شمارهٔ ثبت ۱۷۷۱ به‌عنوان یکی از آثار ملی ایران به ثبت رسیده است.

## تاریخچه ساخت
بانی این بنا در اصل یک شرکت تجاری انگلیسی (سویسی الاصل) به نام زیگلر بود که پس از انحلال، قسمتی از آن توسط یکی از متمولین شهر اراک به نام حاج محمد حسین میثمی وکیل خریداری شد و از آن پس به نام قلعه حاج وکیل شهرت یافت.

## علت ساخت بنا
با توجه به اینکه شهر اراک در دوره قاجار یکی از مراکز مهم فرش ایران بود بسیاری از کمپانی‌های خارجی امتیاز تجارت فرش را در زمان ناصرالدین شاه بدست آوردند. گفته شده که در اراک، ۱۴ کمپانی تجارت فرش وجود داشت که برای در انحصار داشتن همه مراحل تولید فرش، شروع به ساخت مجموعه‌هایی در قسمت وسیعی از شرق شهر کردند. این مجموعه‌ها شامل کارگاه‌های رنگرزی، بافت فرش و محل مسکونی خارجی‌ها بود.

## معماری بنا
ساختمان فعلی بخش کوچکی از کل مجموعه اولیه است و قسمت وسیعی از آن با ساختمان‌های مسکونی محصور شده‌است. ساختمان آن شامل حیاط، ایوان، شبستان، قسمت همکف و بالاخانه است که در مساحت حدود ۹۰۰ متر مربع و در محوطه‌ای به مساحت ۳۸۰۰ متر مربع قرار دارد. بخش شمالی بنا برونگرا و بخش جنوبی آن نیمه درونگرا است. بخش‌هایی از خارج بنا و ستون‌ها به وسیلهٔ کاشی‌های لعابدار تزئیناتی وجود دارد و در داخل بنا تزئینات خاصی نیست.

## موزه
ساختمان قلعه وکیل در سال ۱۳۷۰ به مالکیت میراث فرهنگی استان مرکزی در آمد و در تیر ۹۸ به موزه صنایع دستی و هنرهای سنتی استان مرکزی تبدیل شد.